# Церемонія відкриття літніх Олімпійських ігор 2012
Церемонія відкриття Літні літніх XXX Олімпійських Ігор відбулася 27 липня 2012 року в 21:00 BST (UTC +1) на Олімпійському стадіоні в Лондоні. Відкриття Олімпіади-2012 було дійством під назвою «Острів Чудес». Воно відобразило історію та особливості Об'єднаного Королівства.

## Підготовка
Усе почалося в серпні 2011 року. По всьому Лондоні висіли плакати, що закликали людей бути учасниками «Найбільшого шоу на Землі». Розсилалася електронна пошта, по радіо оголошували, що Денні Бойл шукає 10000 волонтерів для церемонії відкриття і закриття Олімпійських Ігор.
Усе проходило з неймовірним ентузіазмом — дружелюбно й просто. Волонтерів наполегливо просили не розповідати про те, що конкретно вони робили на кастингу.
Було 11 репетицій для церемонії відкриття Олімпійських Ігор і 5 — для закриття. На час перших репетицій частина декорацій вже були на стадіоні — дуб, дзвін, газони з польовими квітами.
Останні 5 репетицій вважалися генеральними — з усіма волонтерами, світлом, музикою й операторами. Репетиції шоу проходили при будь-якій погоді. У дощовиках, в гумових чоботях під проливним дощем, але волонтери доводили до ідеалу виконання програми. Стилісти, перукарі, кравці і багато хто з керівників є волонтерами, працюють з 8 ранку до 12 ночі.

## Хронологія відкриття
23:06 — На стадіоні з'явився переможець Тур де Франс Бредлі Віггінс, який задзвонив у великий дзвін і хор хлопчиків почав співати народну шотландську пісню.
23:10 — Головна тема шоу — сільське життя. На полі стадіону вівці, кози та інші свійські тварини.
23:12 — Відомий британський актор Кеннет Брана зачитав уривок із «Бурі» Шекспіра.
23:14 — Барабанщиками керує Евелін Гленні, яка глуха майже все своє життя. У виставі беруть участь майже тисяча барабанщиків.
23:17 — Сьогоднішня церемонія проводить нас крізь час — крізь «великі революції у британському суспільстві», зокрема індустріальну революцію, соціальну революцію та цифрову революцію.
23:24 — На полі сцени із історії Великої Британії, а над полем запалили олімпійські кільця. Перша частина шоу сподобалась глядачам, які бурхливо аплодують.
23:27 — Паралельно на екранах показують заздалегідь записані відеоролики. Перший із них знятий у Букінгемському палаці. Актор Деніел Крейг, який грає Джеймса Бонда приїжджає на чорному лондонському кебі до королеви. Єлизавета ІІ грає саму себе.
23:30 — Вони вилітають на вертольоті, і тепер вертоліт летить над стадіоном. Королева та Бонд вискакують із вертольота. Усі сміються. А королева заходить на трибуну, і її представляють. Також представляють президента МОК Жака Рогге. Британські вояки заносять британський прапор.
23:38 — На сцені з'являються музикант Майк Олдфілд та працівники британської системи охорони здоров'я разом із лікарняними ліжками.
23:47 — Уривок із дитячої казки зачитала відома письменниця Джоан Роулінг, яка написала книжки про Гаррі Поттера. Також з'явились на сцені багато актрис в образі Мері Поппінс.
23:53 — На сцені грають музику із спортивного фільму «Вогняні колісниці», яку написав Вангеліс. А на синтезаторі грає містер Бін (Ровен Аткінсон). Усі впізнають легендарного коміка, сміються і аплодують.
00:05 — На стадіоні лунає компіляція із хітів різних часів британських виконавців.
00:12 — Наприкінці добірки музичних творів на сцені з'являється сер Тім Бернерс-Лі — творець першого вебсайту. Денні Бойл дуже хотів, щоб цей вчений взяв участь у шоу.
00:15 — На церемонії демонструють відео, на якому уривки із маршруту олімпійського смолоскипа. На останньому етапі Темзою вогонь провіз футболіст Девід Бекхем.
00:19 — Хвилиною мовчання вшанували пам'ять тих, хто помер нещодавно. Глядачів попросили надати фото тих, хто не зміг бути із ними у цей вечір. На екрані добірка цих фото.
00:22 — На стадіоні розпочинається парад всіх країн, які беруть участь у церемонії. Спортсмени почали свою ходу.
01:55 — Парад націй підійшов до кінця. На стадіон вийшла команда Великої Британії. Лондон, столиця Британії, приймає ці Ігри вже втретє. Бурхливі оплески не вщухають на стадіоні, де зібрались близько 80 тисяч глядачів.
01:58 — Британська команда по-справжньому насолоджується цим моментом. Їм випала честь замикати парад націй. Їм аплодують з трибун прем'єр-міністр Девід Камерон з дружиною, королева Єлизавета ІІ та тисячі британців.
02:03 — Після параду на сцені виступає відомий британський гурт Arctic Monkeys, і шоу триває.
02:07 — На сцену запрошують голову оргкомітету Лондона-2012 Себастьяна Кое та президента МОК Жака Рогге. Лорд Кое вітає всіх у Лондоні.
02:14 — Жак Рогге каже, що «фактично сьогодні спорт повертається додому, оскільки саме у Британії народились основи спорту». Він привітав те, що в цих Іграх беруть участь практично стільки ж жінок, скільки й чоловіків, що в кожній із 204 команд є жінка.
02:22 — На стадіон занесли офіційний Олімпійський прапор. Серед інших його несли легендарний боксер Мухамед Алі, Генсек ООН Пан Гі Мун, правозахисниця Шамі Чакрабарті.
02:18 — Королева оголосила ХХХ Олімпійські Ігри відкритими.
02:23 — На стадіоні лунає олімпійський гімн, піднімається олімпійський прапор.
02:25 — Темзою на моторному човні везуть олімпійський смолоскип, який передають олімпійському чемпіону Стіву Редгрейву, який заносить його на стадіон. Паралельно лунає олімпійська присяга.
02:30 — Стів Редгрейв заніс смолоскип на стадіон і передав його молодим спортсменам.
02:30 — Семеро молодих атлетів запалили складну конструкцію із пелюсток, яка запалила олімпійський вогонь.
Загалом церемонія відкриття Ігор-2012 тривала 3 години 48 хвилин.

## Парад олімпійців
Парад олімпійців за традицією, що склалася на Олімпійських іграх сучасності, відкрили предствники Греції.
Прапор України на церемонії відкриття ніс дзюдоїст Роман Гонтюк. Україну на Іграх представляють 245 спортсменів, які змагатимуться в 28 видах спорту. Команда України крокувала під номером 192. Український прапор на церемонії відкриття проніс дворазовий олімпійський призер із дзюдо Роман Гонтюк.
Кульмінацією параду стала поява на стадіоні «білосніжно-золотої» збірної господарів, прапороносцем якої був один із найтитулованіших британських спортсменів, чотириразовий олімпійський чемпіон велогонщик Кріс Хой.
При виході британської збірної на поле арени в Стратфорді полетіло 7 мільярдів пелюсток — по числу жителів планети.

## Запалення олімпійського вогню
Вогонь до Олімпійського стадіону був доставлений по Темзі на катері відомим футболістом Девідом Бекхемом. На стадіон факел вніс Стів Редгрейв, 50-річний британець, п'ятиразовий олімпійський чемпіон в академічному веслуванні, який і передав вогонь молодим спортсменам, які вважаються спортивними надіями Британії.
Редгрейв доставив олімпійський вогонь на стадіон через почесний караул з 500 будівельників, які звели олімпійський парк з нуля в індустріальному районі Лондона.
По стадіону вогонь пронесли сім молодих британських спортсменів, на яких покладаються надії на наступних Олімпіадах — Келлум Ейрлі, Джордан Дакітт, Дезіре Генрі, Кеті Кірк, Кемерон МакРічі, Ейдан Рейнольдс, Адель Трейсі.
Біля дзвону до них приєдналися знамениті британські олімпійці — Лінн Девіс (стрибки в довжину), Данкан Гудхью (плавання), Дейм Келлі Холмс (біг на 800 метрів і 1500 метрів), Дейм Мері Пітерс (п'ятиборство), Ширлі Робертсон (вітрильний спорт), Дейлі Томпсон (десятиборстві), Стів Редгрейв (академічне веслування).
Вогонь Олімпіади було запалено за допомогою 205 бронзових пелюсток, що символізують кожну з команд, що беруть участь в Іграх.
Кожна делегація після прибуття в Лондон отримала по мідній пелюстці з вигравіруваними на ній назвою країни і словами «XXX Олімпіада в Лондоні 2012». На церемонії відкриття спортсмени кожної країни склали свої пелюстки разом.
Ці бронзові пелюстки утворили величезну чашу, яка буде горіти до 12 серпня — дня закриття Олімпійських ігор.

## Протести
Понад 100 людей було затримано поліцією в Лондоні в ході акції протесту, організованої активістами велосипедного клубу, під час церемонії відкриття Олімпійських ігор.
Вони були заарештовані біля Олімпійського парку за порушення умов протесту, що викликали порушення громадського порядку.
Велосипедисти влаштували сутичку з поліцією, в ході якої ніхто серйозно не постраждав.
Раніше влада заявляла, що рух на велосипеді через Олімпійський парк в ході церемонії буде заборонено, однак активісти велосипедного клубу не погодилися з цим і намагалися порушити цю заборону.
Тим часом акція радикальних ісламістів проти «зла Олімпійських ігор», запланована під час церемонії відкриття Ігор-2012, не відбулася.

## Вартість
Постановка обійшлася у понад 40 мільйонів євро. І хоча це вдвічі менше за суму, витрачену на відкриття попередніх літніх Ігор Пекіном, британська влада обіцяє перевершити їх і за масштабом, і за видовищністю.

## Цікаві факти
- Організатори Олімпійських ігор скоротили церемонію відкриття на 30 хвилин через те що глядачі можуть зазнати складнощів через недоступність громадського транспорту в пізній час[7].
- В небі Лондона перед церемонією відкриття Олімпіади пройшов повітряний парад в якому взяли участь літаки пілотажної групи Королівських ВПС «Червоні стріли»[8].
- Українці на олімпійському параді пройшлися в козацьких шапках[9].